# Essigella hillerislambersi
Essigella hillerislambersi är en insektsart som beskrevs av Thorwald Julius Sørensen 1994. Essigella hillerislambersi ingår i släktet Essigella och familjen långrörsbladlöss. Inga underarter finns listade i Catalogue of Life.